# سامانه‌های نوین در سازه‌های فولادی بلند

## سامانهٔ قاب محیطی یا لوله‌ای
در این سامانه تجمع ستون‌ها در قاب محیطی سازه بیشتر بوده و در ستون‌ها محیطی به صورت یک لوله، سازه را در میان گرفته‌است و بارهای جانبی به این قالب محیطی وارد می‌شود. همچنین قاب محیطی نیز دمای مطلوبی به ساختمان می‌دهد. برج‌های دوقلو سازمان تجارت جهانی در نیویورک که در مورد حمله تروریستی قرار گرفت، تحت این سامانه ساخته شده بودند. این سامانه برای ساختمان‌های بالای صدو پنجاه طبقه می‌تواند مورد استفاده قرار گیرد

## سامانه لوله در لوله
واکنش یک سامانه لوله در لوله در مقابل بارهای جانبی مشابه واکنش سازه مرکب از قاب صلب و دیوار برشی است؛ اما لوله قابی خارجی خیلی سختتر از قاب صلب می‌باشد. لوله خارجی، اکثر بار جانبی را در قسمت بالایی ساختمان تحمل می‌کند، در صورتی که هسته، بیشتر بار را در قسمت پایین ساختمان تحمل می‌نماید. روش لوله در لوله در ساختمان سی و هشت طبقه برانسویک در شیکاگو به کار رفته است.

## سامانه لوله چندگانه
این سامانه نیز مانند قاب محیطی می‌باشد با این تفاوت که ساختمان از چند قاب محیطی تشکیل یافته‌است. به عنوان مثال:برج سیرزتاور در شیکاگو که بلندترین برج آمریکا می‌باشد، از چهار قاب محیطی ساخته شده‌است.

## سامانه ابرمهاربندی
در ساختمان‌های متعارف، مهاربندی ساختمان در ارتفاع طبقه و به عرض دهانه انجام می‌شود. در دو دههٔ گذشته، در ساختمان‌های بلند و به جهت بازدهی بیشتر و حتی به عنوان ابزار معماری در نمای ساختمان، استفاده از مهاربندی‌هایی در مقیاس بزرگتر از یک طبقه و یک دهانه در سازه تکامل یافته‌است که به آن سامانه ابرمهاربندی گفته می‌شود.

## سامانه کمربند خرپایی
اگر تعدادی از طبقات یک ساختمان به وسیلهٔ یک کمربند در پیرامون سازه که از اعضای بادبندی تشکیل شده‌اند و در نمای ساختمان به شکل خرپا دیده می‌شوند، محصور گردد، مراکز تغییر شکل جانبی ساختمان به شدت کم می‌شود. به این سامانه، سامانه کمربند خرپایی گفته می‌شود.